# Saint-Florent-sur-Auzonnet
Saint-Florent-sur-Auzonnet település Franciaországban, Gard megyében. Lakosainak száma 1203 fő (2022. január 1.). Saint-Florent-sur-Auzonnet Laval-Pradel, Le Martinet, Robiac-Rochessadoule, Rousson, Saint-Jean-de-Valériscle és Saint-Julien-les-Rosiers községekkel határos.

## Népesség
A település népessége az elmúlt években az alábbi módon változott:
| Lakosok száma | 2146 | 1520 | 1363 | 1137 | 1221 | 1212 | 1173 | 1169 | 1169 | 1203 |
|               | 1968 | 1982 | 1990 | 2006 | 2013 | 2015 | 2017 | 2019 | 2020 | 2022 |